# Kurzeszynek
Kurzeszynek – wieś w Polsce położona w województwie łódzkim, w powiecie rawskim, w gminie Rawa Mazowiecka. Miejscowość wchodzi w skład sołectwa Kurzeszyn.
W latach 1975–1998 miejscowość administracyjnie należała do województwa skierniewickiego.